# Nieuw klooster en kerk Abdij Herkenrode
Onder Nieuw klooster en kerkgebouw Herkenrode verstaat men de vanaf 1985 tot klooster voor de Reguliere Kanunnikessen van het Heilig Graf nieuw gebouwde en verbouwde gebouwen van de voormalige Abdij van Herkenrode in de Belgische stad Hasselt.

## Toelichting
In 1974 - 180 jaar na de opheffing van de abdij- konden de kanunnikessen van het Heilig Graf van Bilzen een belangrijk deel van de vroegere abdijsite kopen om er weer een religieuze bestemming aan te geven.
De - tot kasteel omgevormde - vroegere Abdissenresidentie uit 1772 richtten zij in 1974 in als klooster en bezinningscentrum. Twee jaar later gaven de Zusters aan ingenieur-architect Lucas Van Herck de opdracht om de resten van het oude abdissenkwartier uit 1538 en de aanleunende gebouwen uit 1740 te restaureren en zinvol te integreren in een nieuw klooster.  Architect Lucas Van Herck ging hierbij uit van een filosofie die het patrimonium behoudt en toch ook dynamisch verder ontwikkelt. Dit betekende: historiserende restauratie, curatieve conservering, invularchitectuur en nieuwbouw.
De west- en de oostvleugel van de vroegere gebouwen rond een vierkante binnenkoer waren in de 19e eeuw gesloopt. Van de oostelijke vleugel restten enkel de gewelven en het onderste gedeelte van een traptoren, daar werd een nieuwe woonvleugel op gebouwd. De 16e-eeuwse zuidvleugel en de het 18e-eeuwse poortgebouw werden gerestaureerd om te dienen als ontvangstruimte. Op de plaats van de vroegere westvleugel werd een kapel gebouwd die in 1985 werd ingewijd. De noordvleugel werd als laatste gerestaureerd en was klaar in 2017. Rond de binnenplaats werden een gaanderij en nieuwe kloostergangen gebouwd.
De hedendaags ogende kapel is opgevat als een centraalbouw onder de vorm van een Grieks kruis met een lengtesturing naar het Oosten, gericht op Jeruzalem. In het midden van het kruis ontstaat een volle leegte waar het altaar vooruitgeschoven is opgesteld. Rondom dit centrum zijn het koorgestoelte voor de kloostergemeenschap en de tribunes voor de gasten geschikt. Belangrijk voor de spiritualiteit van de Grafzusters is de open grafkamer van de Verrezen Christus, rechts van het altaar..
In januari 2023 kwam er een einde aan het klooster in Herkenrode. De laatste zusters konden wegens hun hoge leeftijd het klooster niet meer in stand houden. Het Klooster van de Kanunnikessen van het Heilig Graf in Herkenrode is gekocht door Toerisme Vlaanderen dat een passende bestemming gaat uitwerken.

## Afbeeldingen

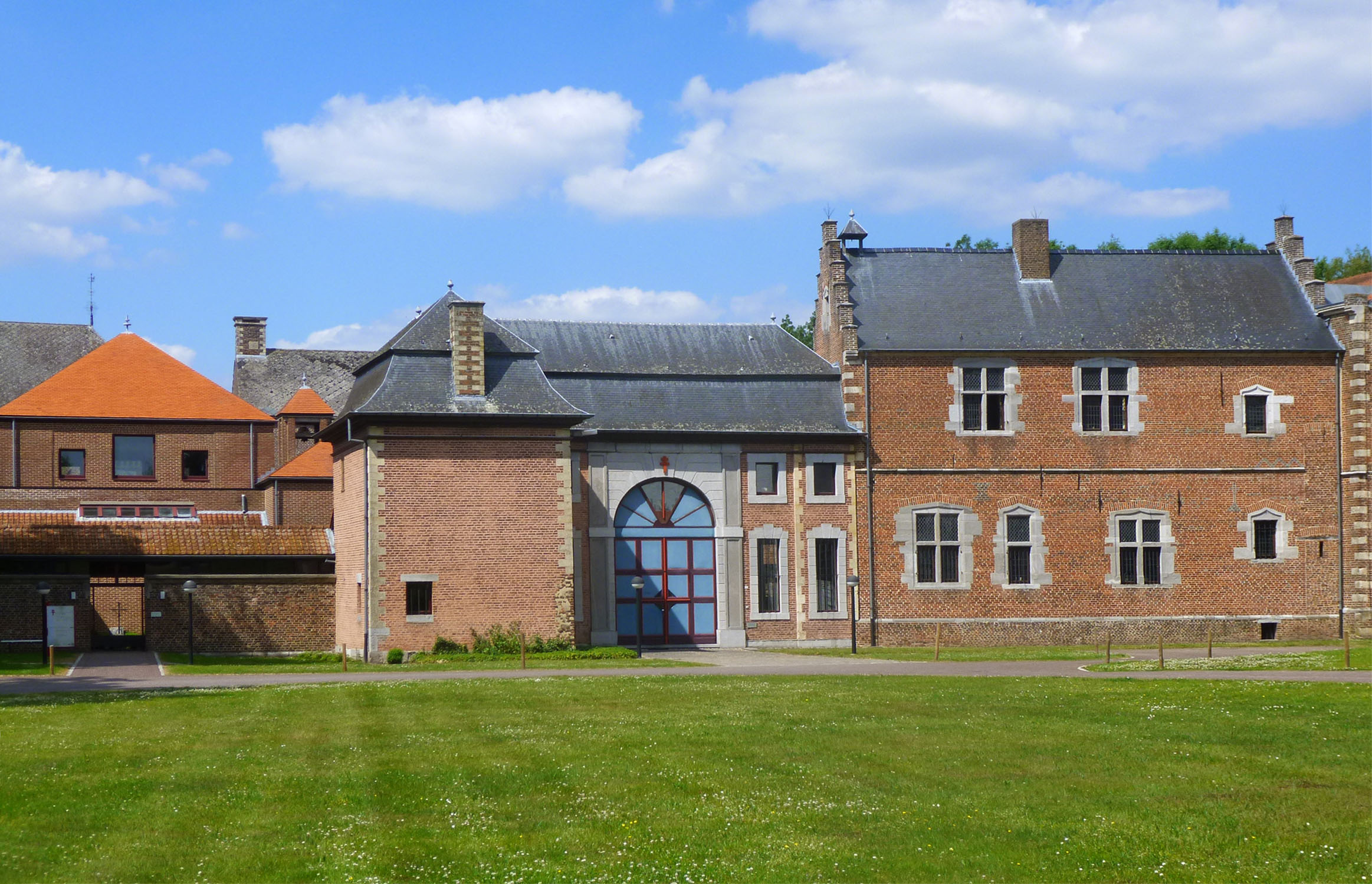
Zuidvleugel met poort en kloosterkerk links (1986)
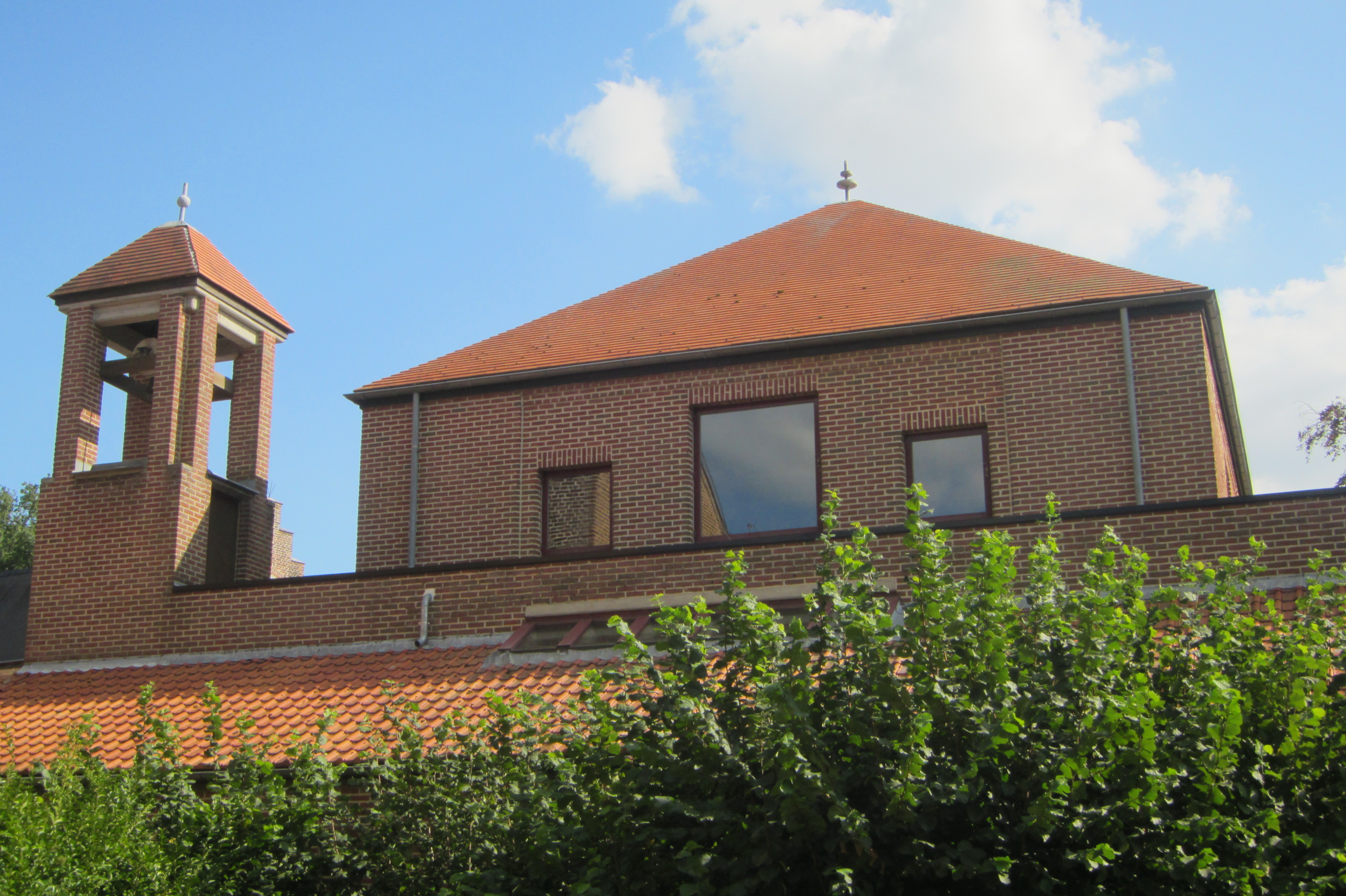
Kloosterkerk met klokkentoren
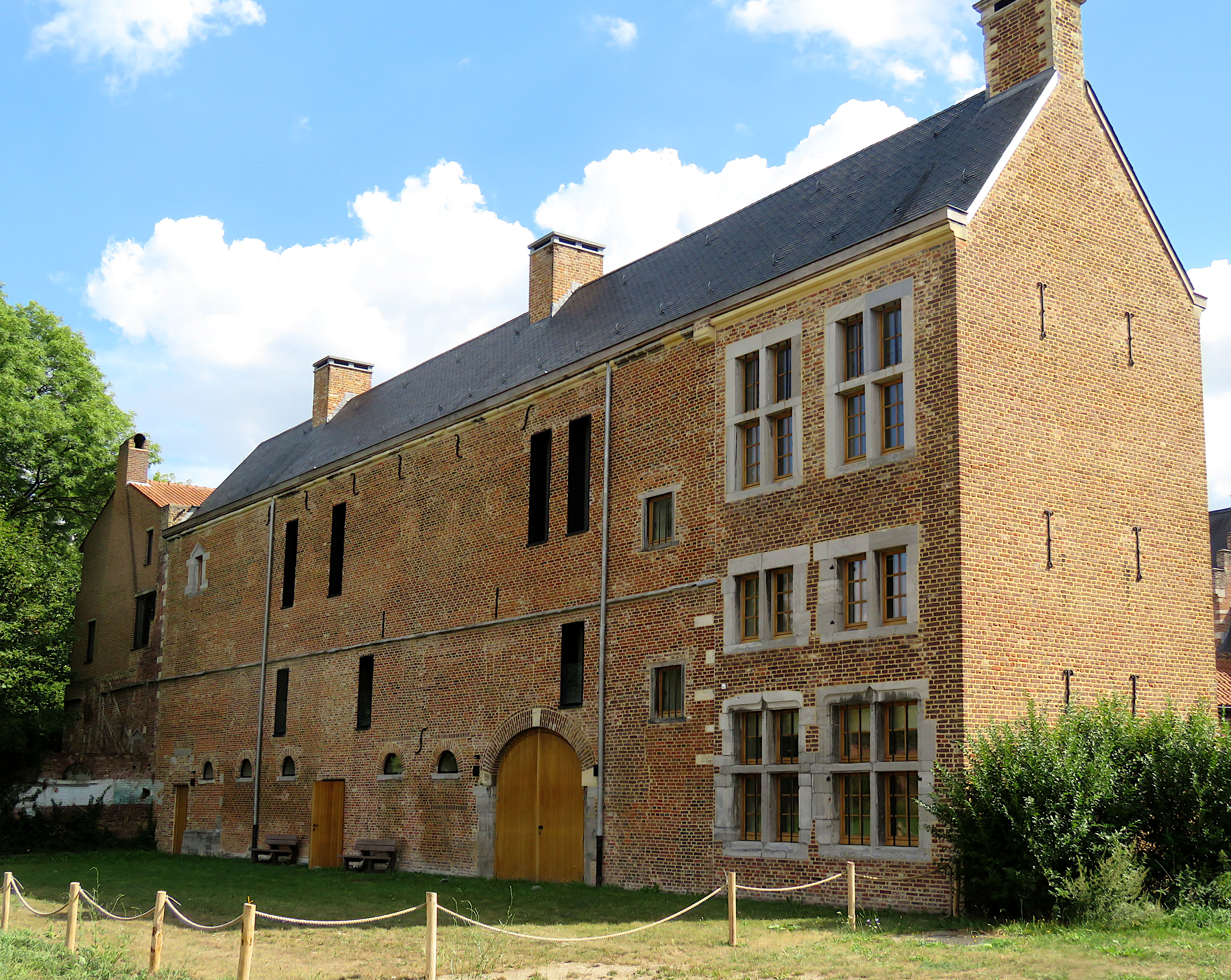
Noordvleugel van het klooster